# Крайні точки України

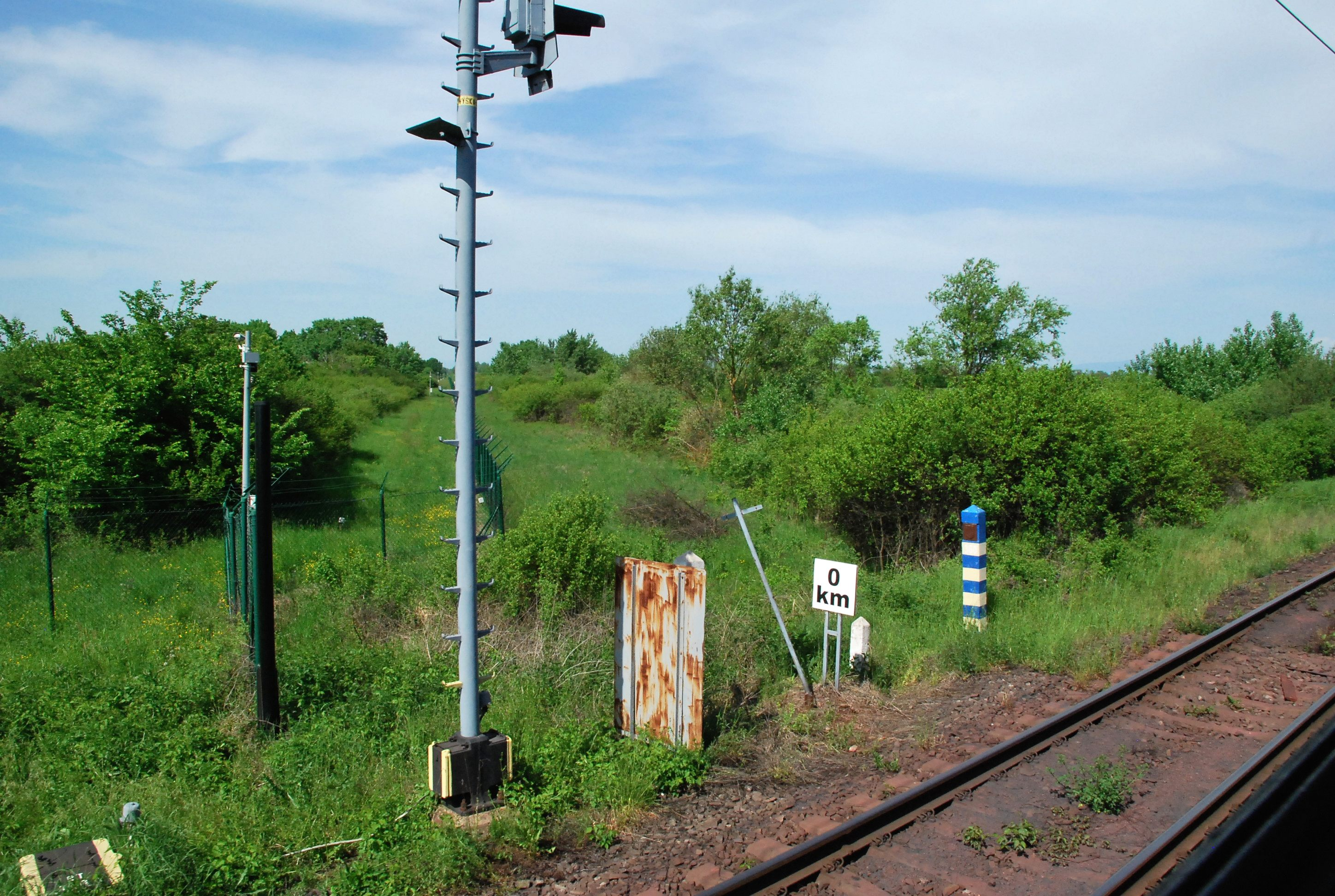
Прикордонний знак № 360, Соломоново

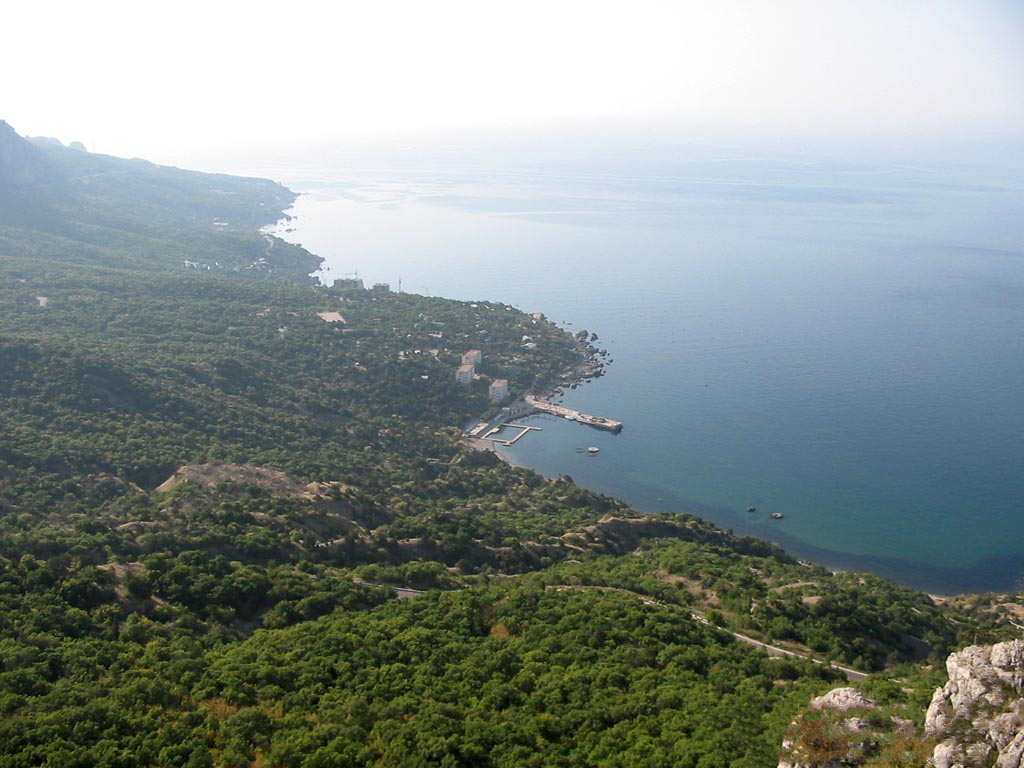
Мис Сарич

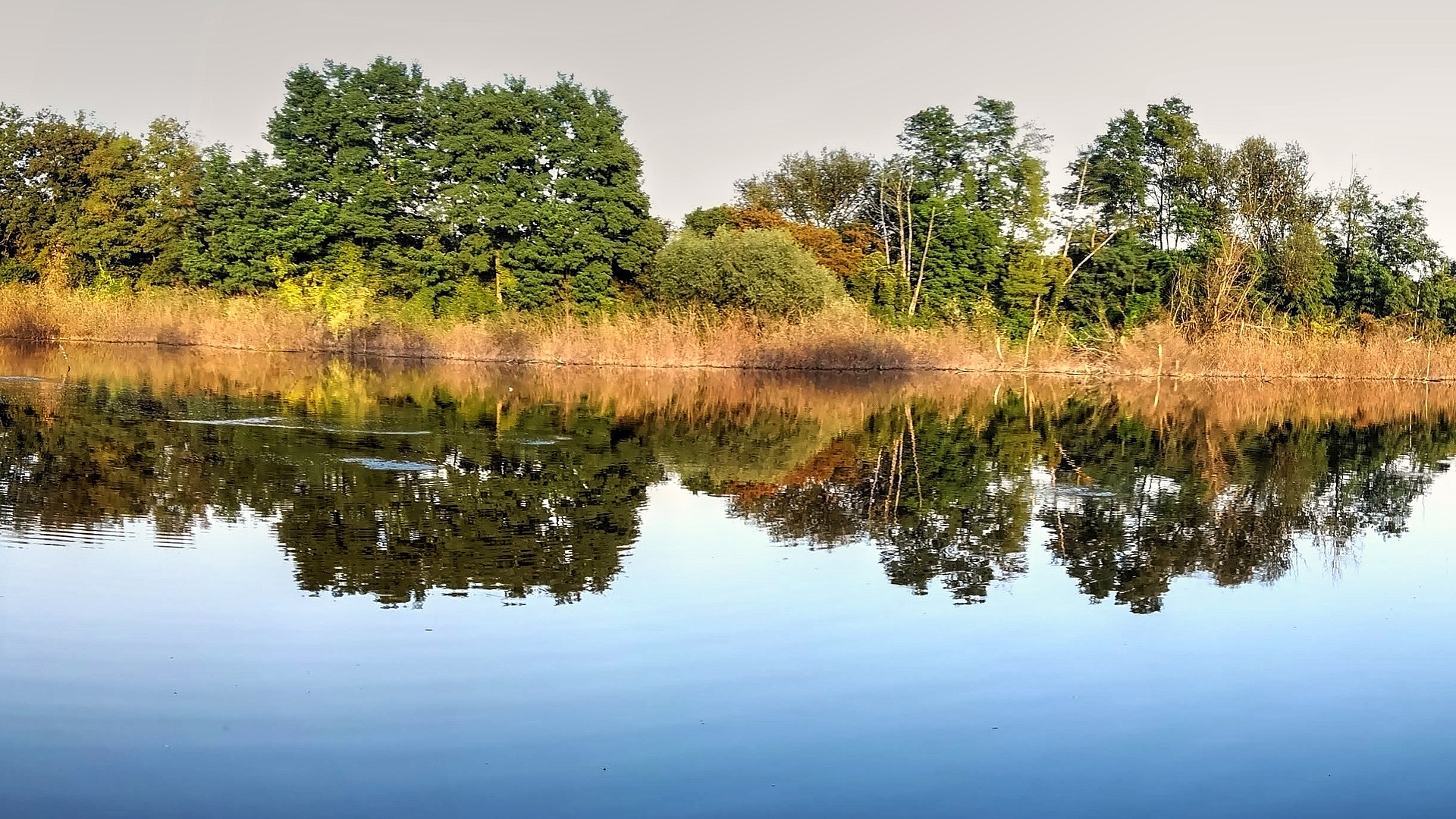
Крайня західна точка — стариця Мертва Тиса

Крайні точки України — точки, що визначають місце розташування України в системі географічних координат, а також визначають протяжність території держави з півночі на південь та зі сходу на захід.

## Крайні точки
- Північна точка — урочище Петрівське, що на північ від села Грем'яч Новгород-Сіверського району Чернігівської області (52°22′40″ пн. ш. 33°11′33″ сх. д. / 52.37778° пн. ш. 33.19250° сх. д.).
- Південна точка — безіменна скеля під мисом Миколая у південно-західній частині Фороса (44°23′11″ пн. ш. 33°46′38″ сх. д. / 44.38639° пн. ш. 33.77722° сх. д.).
- Західна точка — урочище Лучка біля стариці Мертва Тиса ріки Тиси, що за 1,5 км на захід від села Соломоново Ужгородського району Закарпатської області (48°25′07″ пн. ш. 22°8′17″ сх. д. / 48.41861° пн. ш. 22.13806° сх. д.).
- Східна точка — село Рання Зоря Старобільського району Луганської області (49°15′33″ пн. ш. 40°13′25″ сх. д. / 49.25917° пн. ш. 40.22361° сх. д.).

Таким чином, територія України лежить між 44° та 52° північної широти та 22° та 40° східної довготи. Відстань між крайніми північною та південною точками становить 893 км, а між крайніми західною та східною — 1316 км.

## Крайні висоти
- Найвища точка — гора Говерла, Східні Карпати, Закарпатська/Івано-Франківська області, (2061 м).

48°09′37″ пн. ш. 24°30′0″ сх. д. / 48.16028° пн. ш. 24.50000° сх. д.
- Найнижча точка — Куяльницький лиман, Одеська область, (-5 м).

46°39′52″ пн. ш. 30°42′47″ сх. д. / 46.66444° пн. ш. 30.71306° сх. д.

## Розташування
- Найпівнічніша точка суходолу — урочище Петрівське на північному заході від села Грем'яч Новгород-Сіверської міської громади Новгород-Сіверського району, Чернігівської області
- Найпівденніша точка суходолу — мис Миколая на південному узбережжі Кримського півострова
- Найзахідніша точка суходолу — узбережжя стариці Мертва Тиса на заході від села Соломоново Чопської міської громади Ужгородського району Закарпатської області
- Найсхідніша точка суходолу — північно-східна околиця села Рання Зоря Міловської селищної громади Старобільського району Луганської області
- Географічний центр — північна околиця села Мар'янівка Шполянської міської громади Звенигородського району Черкаської області
- Найпівнічніша точка водойм — річка Десна неподалік від села Мурав'ї Новгород-Сіверської міської громади Новгород-Сіверського району, Чернігівської області
- Найпівденніша точка водойм — територіальні води у Чорному морі за 22 224 м від узбережжя Кримського півострова
- Найзахідніша точка водойм — стариця Мертва Тиса на заході від села Соломоново Чопської міської громади Ужгородського району Закарпатської області
- Найсхідніша точка водойм — річка Мілова неподалік від смт Мілове Старобільського району Луганської області

- Найвища абсолютна вершина — гора Говерла у масиві Чорногора системи Східних Карпат (2061 м)
- Найвища відносна вершина — гора Роман-Кош у масиві Бабуган-яйла системи Кримських гір на Кримському півострові (1541 м)
- Найнижча точка — рівень Куяльницького лиману (-5 м)